# Episodi di Desperate Housewives (terza stagione)
La terza stagione della serie televisiva Desperate Housewives è stata trasmessa negli Stati Uniti dal 24 settembre 2006 al 20 maggio 2007, sul canale ABC.
In Italia, la terza stagione è stata trasmessa in prima visione assoluta dal 7 marzo 2007 al 25 luglio 2007 su Fox Life di Sky. 
In chiaro, la terza stagione è stata trasmessa dal 4 dicembre 2007 al 27 febbraio 2008 su Rai 2.
Kyle MacLachlan, interprete del personaggio di Orson Hodge, ricorrente nella seconda stagione, viene aggiunto al cast fisso della serie da questa stagione.
L'attrice Marcia Cross, interprete del personaggio di Bree Van De Kamp, è assente dal sedicesimo al ventiduesimo episodio della stagione.
Questo perché l'attrice era incinta di due gemelle. Il personaggio di Bree tornerà in via definitiva nel ventitreesimo episodio.
Valerie Mahaffey e Dixie Carter sono presenti in 7 episodi come ricorrenti per interpretare Alma e Gloria Hodge, rispettivamente ex moglie e madre di Orson.
Gli antagonisti principali sono Alma e Gloria Hodge.
| nº | Titolo originale                  | Titolo italiano                      | Prima TV USA      | Prima TV Italia |
| -- | --------------------------------- | ------------------------------------ | ----------------- | --------------- |
| 1  | Listen to the Rain on the Roof    | Pioggia                              | 24 settembre 2006 | 7 marzo 2007    |
| 2  | It Takes Two                      | Bisogna essere in due                | 1º ottobre 2006   | 7 marzo 2007    |
| 3  | A Weekend in the Country          | Un weekend in campagna               | 8 ottobre 2006    | 14 marzo 2007   |
| 4  | Like It Was                       | Riscrivere la storia                 | 15 ottobre 2006   | 21 marzo 2007   |
| 5  | Nice She Ain't                    | L'arte del sabotaggio                | 22 ottobre 2006   | 28 marzo 2007   |
| 6  | Sweetheart, I Have to Confess     | Tesoro, devo confessarti una cosa    | 29 ottobre 2006   | 4 aprile 2007   |
| 7  | Bang                              | Bang                                 | 5 novembre 2006   | 11 aprile 2007  |
| 8  | Children and Art                  | Art e i bambini                      | 12 novembre 2006  | 18 aprile 2007  |
| 9  | Beautiful Girls                   | Beautiful girls                      | 19 novembre 2006  | 25 aprile 2007  |
| 10 | The Miracle Song                  | Natale a Wisteria Lane               | 26 novembre 2006  | 2 maggio 2007   |
| 11 | No Fits, No Fights, No Feuds      | Deponiamo le armi                    | 7 gennaio 2007    | 9 maggio 2007   |
| 12 | Not While I'm Around              | Non finché ci sono io                | 14 gennaio 2007   | 16 maggio 2007  |
| 13 | Come Play Wiz Me                  | Vieni a giocare con me               | 21 gennaio 2007   | 23 maggio 2007  |
| 14 | I Remember That                   | Me lo ricordo                        | 11 febbraio 2007  | 30 maggio 2007  |
| 15 | The Little Things You Do Together | Le piccole cose che si fanno insieme | 18 febbraio 2007  | 6 giugno 2007   |
| 16 | My Husband, the Pig               | Sorprese                             | 4 marzo 2007      | 13 giugno 2007  |
| 17 | Dress Big                         | Dietro il vestito                    | 8 aprile 2007     | 20 giugno 2007  |
| 18 | Liasons                           | Liasons                              | 15 aprile 2007    | 27 giugno 2007  |
| 19 | God, That's Good                  | Ritrovarsi al buio                   | 22 aprile 2007    | 4 luglio 2007   |
| 20 | Gossip                            | Gossip                               | 29 aprile 2007    | 11 luglio 2007  |
| 21 | Into the Woods                    | Nella foresta                        | 6 maggio 2007     | 18 luglio 2007  |
| 22 | What Would We Do Without You?     | Domande                              | 13 maggio 2007    | 25 luglio 2007  |
| 23 | Getting Married Today             | Oggi sposi                           | 20 maggio 2007    | 25 luglio 2007  |

## Pioggia
- Titolo originale: Listen to the rain on the roof
- Diretto da: Larry Shaw
- Scritto da: Jeff Greenstein e Marc Cherry

### Trama
Sono passati 6 mesi dalle ultime vicende a Wisteria Lane. Mike, sopravvissuto all’incidente, è caduto in un profondo stato di coma e viene quotidianamente visitato da Susan. Nel corso del tempo trascorso in ospedale, Susan fa la conoscenza di Ian, un uomo che, come lei, condivide la sofferenza per una persona in coma, nel suo caso sua moglie. Ian chiede a Susan di uscire insieme, e lei accetta titubante. Nel frattempo, Lynette non riesce a digerire Nora nella sua famiglia, e tra le due i litigi sono all’ordine del giorno, come quando Lynette organizza a sua insaputa una festa di compleanno per il figlio. Intanto, Gabrielle avvia le pratiche per il divorzio con Carlos, da lei sfrattato dopo l’adulterio commesso assieme alla domestica Xiao-Mei. Un giorno, Gabrielle e Carlos si uniscono per ritrovare Xiao-Mei, irreperibile da quando Gabrielle l’ha minacciata di rispedirla in Cina non appena avrà partorito il loro bambino. Alla fine, però, Xiao-Mei ritorna da Gabrielle, continuando a venire servita e riverita dalla padrona di casa. Bree e Orson sono felicemente fidanzati da tempo, finché l’uomo non la chiede in sposa. Bree accoglie eccitata la richiesta di Orson, sebbene non ci sia ancora andata a letto in virtù di un loro accordo secondo cui sarebbe meglio farlo da sposati, ma una sera Bree cede a Orson e finalmente copulano. Durante la loro festa di fidanzamento, improvvisamente, compare Carolyn Bigsby, vecchia vicina di casa di Orson che raccomanda a Bree di prestare attenzione all’uomo, dal momento che, a suo dire, pare abbia ucciso la sua precedente moglie, Alma.

## Bisogna essere in due
- Titolo originale: It Takes Two
- Diretto da: David Grossman
- Scritto da: Jenna Bans e Kevin Murphy

### Trama
Susan esce a cena con Ian pur rosa dal rimorso di ciò che Mike potrebbe pensare. L’uscita si prospetta ancora più difficoltosa quando Susan e Ian incrociano i suoceri di lui, ai quali Ian fa credere che Susan sia una neurologa. Vivendo una situazione alquanto complicata su tutti i fronti, Susan decide che è per il meglio di entrambi restare soltanto amici. Intanto, Edie dà alloggio a suo nipote adolescente Austin, che ha un breve battibecco con Julie dovuto ai loro diversi caratteri e stili di vita. Il giorno del matrimonio tra Bree e Orson è all’orizzonte, ma Susan, Lynette e Gabrielle sono impensierite dalle parole di Carolyn circa la morte della ex moglie di Orson per mano dello stesso Orson, così Susan va a trovare Carolyn, che le comunica che la polizia, perquisendo casa Hodge, non ha rinvenuto alcuna traccia di Alma, come se non fosse mai esistita, ed è per questo che la donna è certa che sia stato Orson a ucciderla e a pulire poi l’abitazione da cima a fondo per non destare sospetti. Susan, Lynette e Gabrielle cercano allora di discuterne con Bree poco prima della celebrazione del matrimonio, ma Bree, parlandone anche con Orson, non ha alcun dubbio ed è determinata a sposarlo. Durante il matrimonio, ne succedono di tutti i colori: Ian s’imbuca alla festa ed esprime la sua volontà di essere più di un amico per Susan; Lynette, dopo la rottura tra Nora e il suo ex, spinge la ragazza tra le braccia di Carlos, facendo infuriare Gabrielle, fino a che a Xiao-Mei non si rompono le acque, pertanto Gabrielle e Carlos la raggiungono all’ospedale, dove Xiao-Mei partorisce un bimbo di colore a causa di un errore della banca del seme; Bree e Orson vengono infine chiamati dalla polizia per identificare il cadavere di quella che potrebbe essere l'ex moglie dell’uomo, ma all’obitorio sia Orson, che Carolyn confermano che non si tratta di Alma, anche se Orson, prima di uscire, sussurra a bassa voce il nome “Monique”, lasciando intendere che sia sempre una persona che Orson conosceva.

## Un weekend in campagna
- Titolo originale: A Weekend in the Country
- Diretto da: Wendy Stanzler
- Scritto da: Bob Daily

### Trama
Le casalinghe si apprestano a passare il fine settimana lontano da Fairview: Susan dimora con Ian nella sua villetta di campagna; Lynette e Gabrielle sono pronte a rilassarsi alle terme; Bree e Orson, invece, sono in procinto di partire per la loro luna di miele. Purtroppo, però, le cose non vanno come programmate. Tra Susan e Ian c’è dell’incomprensione iniziale, ma riusciranno a risolvere i loro dissapori e a fare l’amore romanticamente. Lynette, intanto, è costretta a separarsi da Gabrielle per soccorrere Tom e i figli al campeggio, dove al marito si è bloccata la schiena; lungo la strada, Lynette viene accompagnata, controvoglia, da Nora, con la quale ha l’ennesima lite che termina con Nora che sale a bordo di un furgone per camionisti, ma comunque la donna ritorna da Lynette e insieme recuperano Tom e i bambini. Nel frattempo, Bree e Orson disdicono la loro partenza quando Bree segue un notiziario televisivo sui senzatetto tra cui figura anche suo figlio Andrew. Bree rintraccia Andrew e cerca invano di farsi perdonare per averlo abbandonato, ma ci penserà poi Orson a convincere il ragazzo a tornare dalla madre. Gabrielle, rimasta sola al centro termale, rincontra la sua vecchia fiamma, John, adesso diventato un uomo maturo e futuro sposo della figlia di un ricco proprietario di alberghi. Gabrielle e John dormono insieme in memoria dei bei vecchi tempi, senza farsi neanche scoprire dalla fidanzata di lui, ma il giorno dopo John riferisce a Gabrielle di non voler continuare la loro storia dato che a breve dovrà sposarsi, così i due si scambiano un ultimo addio. In tutto ciò, Edie avverte Julie di stare alla larga da un tipo come suo nipote Austin, mentre la stessa Edie assiste successivamente al risveglio dal coma di Mike.

## Riscrivere la storia
- Titolo originale: Like it Was
- Diretto da: Larry Shaw
- Scritto da: Joey Murphy e John Pardee

### Trama
Mentre Susan, che ancora s’intrattiene in campagna con Ian, è l’unica ignara della ripresa di Mike, Edie viene informata dai dottori che l’uomo ha perso la memoria degli ultimi due anni, quindi, avendocela a morte con Susan per il tradimento di Karl, Edie sfrutta la situazione per raccontare delle menzogne a Mike secondo cui Susan gli è stata infedele. Al rientro di Susan a Fairview, difatti, Mike, segnato dalle affermazioni di Edie, allontana da sé la donna con fare distaccato. Nel frattempo, Lynette è volenterosa a che il figlio Parker non lasci la sua passione per il baseball, così arriva addirittura a corrompere il giocatore di una squadra avversaria per fargli ritrovare la giusta autostima, ma l’inganno salta fuori e Parker viene squalificato. Gabrielle e Carlos discutono animatamente sulla spartizione dei beni per il divorzio, e si giunge al compromesso che Carlos venga ad abitare di nuovo in casa sua e, in cambio manterrà le spese di Gabrielle, ma la condizione dei due si aggrava quando Gabrielle, dopo l’ultima sfuriata che l’ha fatta sbattere in prigione, ammette di aver passato la notte con John. Bree, intanto, viene a sapere da Orson che, nel periodo in cui vagabondava per strada, Andrew si guadagnava da vivere prostituendosi. Bree decide quindi di parlarne con la moglie di uno dei clienti di Andrew, la quale, per ripicca, le dice che Danielle ha intrecciato una relazione amorosa col suo insegnante di storia, scioccandola ulteriormente. Orson, inoltre, comincia ad allarmarsi alla notizia del risveglio di Mike, che potrebbe testimoniare la sua colpevolezza nell’incidente, ma si risolleva nello scoprire che Mike ha subito un vuoto di memoria.

## L'arte del sabotaggio
- Titolo originale: Nice She Ain't
- Diretto da: David Warren
- Scritto da: Alexandra Cunningham e Susan Nirah Jaffee

### Trama
Dopo aver troncato con Ian, Susan cerca in tutti i modi di far riacquisire la memoria a Mike e scopre che, nel frattempo, Edie si è comportata come se fosse la sua fidanzata, mettendo lei in cattiva luce. Susan, quindi, dimette illegalmente Mike e lo porta per un giro intorno Wisteria Lane, dove pare che l’uomo inizi a ricordare qualcosa, ma è comunque molto offeso dal fatto che la donna abbia frequentato Ian in sua assenza e ritorna all’ospedale. Tom annuncia a Lynette il suo sogno di aprire una pizzeria, incontrando però le incertezze della moglie, che viene convinta da Nora che sia una pessima trovata; invece, Nora dimostra di stare architettando una maniera per fare breccia nel cuore di Tom, appoggiandolo nella sua scelta, al contrario di Lynette. Frattanto, Bree divide Danielle dal suo insegnante di storia, così la giovane, furiosa, pianifica un maldestro tentativo di suicidio pur di essere al centro dell’attenzione. Orson rivela di essere piuttosto toccato e sensibile sull’argomento del suicidio, e Bree minaccia di denunciare il professore di storia per pedofilia se non romperà definitivamente con Danielle. Gabrielle e Carlos, nuovamente conviventi, si lanciano frecciatine a vicenda, e un giorno Gabrielle lo sorprende in compagnia di un’altra donna, perciò, per tagliare i ponti con il futuro ex marito, si porta anche lei a letto un uomo. Una Julie riluttante aiuta Austin in un progetto scolastico, ma diventa un pochino gelosa quando scopre che il ragazzo salta le loro lezioni per trattenersi con le sue amiche, facendo svolgere a lei tutto il lavoro. Intanto, la polizia rinviene il numero telefonico di Mike inciso a penna sul cadavere della donna misteriosa.

## Tesoro, devo confessarti una cosa
- Titolo originale: Sweetheart, I Have to Confess
- Diretto da: David Grossman
- Scritto da: Dahvi Waller e Josh Senter

### Trama
Susan becca Mike e Edie insieme, e capisce che ormai è inutile insistere con l’uomo, così, stimolata da Lynette e Gabrielle, decide di dichiararsi finalmente a Ian, anche se visibilmente ubriaca. Nel frattempo, Tom acquista un fatiscente locale in cui creare la sua pizzeria, ma litiga ancora con Lynette per non avergliene parlato prima. Nora, avvisata dalla figlia Kayla, approfitta dell’occasione per provarci con Tom, il quale però la respinge e ritorna a casa da Lynette che, dopo aver garantito al marito il suo sostegno nell’apertura della pizzeria, intima a Nora di stare alla larga dalla sua famiglia per sempre. Intanto, Gabrielle percepisce una nota di sospetto nel momento in cui Carlos accetta i termini del divorzio senza batter ciglio, ma capisce ben presto che il motivo è legato al nuovo lavoro di Carlos che gli frutterà milioni, perciò Gabrielle lo seduce e tenta di convincerlo ad annullare la separazione; tuttavia, Carlos svela di aver soltanto ingannato Gabrielle al fine di dimostrare alla causa del divorzio che la donna è assai più interessata agli averi dell’uomo anziché al suo amore. Bree e Orson ricevono le scuse di Carolyn, ma Bree scopre che quest’ultima ha seminato parole di odio sul suo conto al club di tennis, pertanto Bree organizza una cena con Orson, Carolyn e suo marito Harvey Bigsby per chiarire civilmente. Nel corso della serata, Carolyn mostra a Bree delle foto di Alma che stanno a comprovare che la donna venisse picchiata da Orson, mentre Harvey confessa a Orson di aver avuto una relazione con una hostess di nome Monique Polier. Il giorno dopo, dunque, Orson telefona anonimamente al detective Ridley per confidargli che l’identità della donna all’obitorio è proprio quella di Monique e che fosse l’amante di Harvey. Nel contempo, Mike si rammemora di aver già incontrato in passato Monique, del cui omicidio è il principale indiziato.

## Bang
- Titolo originale: Bang
- Diretto da: Larry Shaw
- Scritto da: Joe Keenan

### Trama
Susan si prepara a partire per Parigi con Ian, mentre Bree affronta Orson e crede alla sua versione della storia su come Alma fosse rimasta ferita per un incidente domestico, e inoltre Bree scopre della tresca passata tra Harvey e Monique. Quando Carolyn si ripresenta da Bree, allora, quest’ultima le spiattella del tradimento del marito, così Carolyn, su tutte le furie, entra nel supermercato gestito da Harvey armata di pistola con l’intenzione di vendicarsi. Tuttavia, Harvey si barrica all’interno del suo ufficio con Edie, sopraggiunta sul posto per via di un taccheggio compiuto da Austin, perciò Carolyn tiene in ostaggio i clienti del supermercato, tra i quali ci sono Lynette, Nora, Julie e Austin. Gli abitanti di Wisteria Lane, nel frattempo, si riuniscono in casa Hodge per seguire la situazione al supermercato via TV, interrompendo l’ennesimo litigio fra Gabrielle e Carlos. In un impeto di rabbia, Carolyn spara e uccide Nora, e vani sono i tentativi di Lynette di tenere in vita la donna, cui promette di prendersi cura di Kayla poco prima che esali l’ultimo respiro. Carolyn si avventa poi su Lynette, ma il tempestivo intervento di Art, nuovo arrivato a Wisteria Lane e residente nella vecchia casa degli Young, e Austin bracca Carolyn, che viene infine freddata con un colpo di pistola da uno degli ostaggi. A incubo finito, Susan, che ha intanto rinunciato al suo viaggio a Parigi, riabbraccia Julie, che si affeziona molto ad Austin, e Lynette viene ricoverata all’ospedale, dove sogna per un’ultima volta lo spirito di Mary Alice, che le dona finalmente pace.

## Art e i bambini
- Titolo originale: Children and Art
- Diretto da: Wendey Stanzler
- Scritto da: Kevin Etten e Jenna Bans

### Trama
Susan coglie in flagrante Julie e Austin in atteggiamenti intimi, così vieta alla figlia di frequentare ancora il giovane, ma Julie si ribella alle regole della madre e fa di testa sua, e nemmeno le avvisaglie del padre Karl sortiscono gli effetti sperati. Intanto, Bree, senza che Orson lo sappia, visita sua suocera Gloria Hodge, reclusa in una casa di riposo contro il suo volere dal figlio. Intenerita, Bree concede a Gloria di cenare in casa sua, ma è durante il pasto che Orson e Gloria manifestano i sentimenti di disprezzo che provano l’uno per l’altro, perciò Bree invita Gloria a trasferirsi momentaneamente da loro, con grande disappunto di Orson. Nel frattempo, Gabrielle prende la decisione di ripercorrere le sue orme da modella e parte alla volta di New York per iniziare una nuova carriera, ma capisce che il suo corso è ormai finito e che sarà altrettanto difficoltoso ritornare a essere la star di un tempo, quindi rientra, delusa, a Wisteria Lane. Lynette viene dimessa dall’ospedale dopo la ferita riportata dall’incidente al supermercato. Tuttavia, Parker, particolarmente turbato da ciò che è successo alla madre, incomincia ad attaccarsi morbosamente a Lynette, che riesce a convincere Art a fingersi un supereroe che le ha salvato la vita per confortare il figlio. Il giorno dopo, Lynette entra in casa di Art per ringraziarlo del suo operato, ma, non essendoci nessuno, capita in una stanza segreta in cui trova un tabellone pieno zeppo di fotografie di bambini e preadolescenti a torso nudo; Lynette, dunque, inorridisce al pensiero che Art possa essere un pedofilo. Il detective Ridley perquisisce la casa di Mike, dimesso anch’egli, in cerca della sua cassetta per gli attrezzi, poiché l’autopsia di Monique ha rilevato tracce di particelle di vernice di una chiave inglese usata dagli idraulici, ma è solo dopo l’uscita di scena di Ridley che la signora McCluskey riconsegna la scatola che aveva precedentemente preso a Mike.

## Beautiful girls
- Titolo originale: Beautiful girls
- Diretto da: David Grossman
- Scritto da: Dahvi Waller e Susan Nirah Jaffee

### Trama
Dopo mesi di frequentazione, Susan passa per la prima volta la notte nella lussuosissima villa di Ian, ma Rupert, il suo maggiordomo estremamente legato a Jane, moglie comatosa di Ian, non la prende tanto serenamente e cerca inutilmente di boicottare la loro storia. Lynette è fissata sulla presunta pedofilia di Art, e si agita notevolmente quando non riesce più a trovare Parker dopo essersi addormentata. Lynette irrompe quindi in casa di Art credendo che l’uomo abbia accalappiato il figlio, e ha modo di constatare che i giocattoli e gli oggetti infantili stipati nella sua cantina sono spariti nel nulla. Nonostante Parker sia sano e salvo con Tom e la conferma di un ospedale che convalida la spiegazione di Art su come abbia donato i giocattoli in beneficenza, Lynette nutre ancora orribili sospetti, così ne parla con Karen, la quale non perde tempo a diffondere la voce sull’ossessione di Art per i bambini lungo tutto il quartiere. Nel frattempo, Gabrielle, su consiglio del suo personal shopper, accetta l’incarico di insegnante di moda per delle ragazzine poco avvenenti, ma sembra dar loro una cattiva influenza che spinge le madri delle bambine ad allontanarla; per sua fortuna, Gabrielle riuscirà a mantenere il posto. La presenza di Gloria non fa che causare drammi e aspri litigi in casa Hodge, perciò Bree e Orson tentano di comprarle un’abitazione tutta per lei, invano. La goccia che fa traboccare il vaso cade una sera in cui Gloria, ubriaca fradicia, si lascia sfuggire delle rivelazioni sul passato di Orson che riguardano l’adulterio che commise nientemeno che con Monique Polier mentre era ancora il marito di Alma; di conseguenza, Bree, sentitasi tradita dalle omissioni di Orson, decide di buttarlo fuori di casa. Intanto, Mike, presso cui Carlos ha traslocato fingendosi il suo migliore amico non avendo un tetto sotto cui vivere, viene costantemente calunniato dal detective Ridley per l’omicidio di Monique, per cui l’uomo, arrivando a pensare di poter essere davvero coinvolto nella sua morte, sotterra la cassetta degli attrezzi in una foresta, venendo tuttavia colto con le mani nel sacco da Ridley.

## Natale a Wisteria Lane
- Titolo originale: The Miracle Song
- Diretto da: Larry Shaw
- Scritto da: Bob Daily

### Trama
Gli abitanti di Wisteria Lane organizzano la loro annuale festa di Natale, sebbene Lynette e Karen abbiano fatto sì che ogni famiglia del quartiere venisse a conoscenza della pedofilia di Art, che viene estraniato e torchiato assieme a Rebecca, sua sorella inferma. Nei giorni a venire, i genitori del vicinato protestano contro Art di fronte casa sua, provocando però un infarto a Rebecca che le costa la vita. Terribilmente in colpa per la vicenda, Lynette si scusa con Art prima che abbandoni Wisteria Lane, se non fosse che l’uomo le confessa in privato che i suoi sospetti erano fondati e che, con la morte della sorella, ora sarà libero di esprimere i propri istinti perversi. Nel frattempo, Susan è preoccupata per l’imminente incontro coi genitori di Ian e chiede gentilmente a Bree di cucinare al posto suo per fare una bella figura, mentre Mike viene arrestato per l’omicidio di Monique, ragion per cui Susan e Bree litigano amaramente dato che la prima è determinata a scagionare Mike provando della colpevolezza di Orson. Edie, spaventata all’idea di stare con un uomo accusato di omicidio, pianta in asso Mike nel momento del bisogno, perciò Susan si mette a sua disposizione e s’intrufola nello studio di Orson, dove trova dei referti clinici su un periodo che l’uomo trascorse in un ospedale psichiatrico. Ian, infastidito dall’attenzione che Susan riserva a Mike, promette di assoldargli un ottimo avvocato che sappia proscioglierlo a condizione che Susan non lo veda mai più. Intanto, Gabrielle posa gli occhi su Bill, affascinante padre di Amy, una delle bambine cui Gabrielle sta insegnando il mestiere di modella, ma la bambina ha già deciso chi sarà la prossima fidanzata del padre, ovvero la madre della sua migliore amica. Gabrielle, allora, causa una frattura nell’amicizia tra le due per continuare a vedere Bill. Per concludere la serata, Gloria, dopo essere stata bandita di casa da Bree e Orson, ritornati insieme adesso che è Mike il sospettato numero uno per la morte di Monique, incontra di nascosto nientepopodimeno che la rediviva Alma.

## Deponiamo le armi
- Titolo originale: No Fits, No Fights, No Feuds
- Diretto da: Sanaa Hamri
- Scritto da: Alexandra Cunningham e Josh Senter

### Trama
In un flashback, viene spiegato che alla base del matrimonio tra Orson e Alma non c’era amore, bensì la gravidanza di lei che inevitabilmente s’interruppe per un aborto spontaneo; da allora, i due coniugi vissero una vita infelice e sconsolata, finché Orson non intraprese una relazione extraconiugale con Monique. Nel presente, Alma fa la sua improvvisa apparizione alla porta di Bree, alla quale chiarisce di essersi ritirata in Canada, ma soprattutto, che Orson non l’ha mai picchiata. Rincuorata, Bree programma una cena con le sue amiche per dare prova a Susan che Alma sia ancora viva. Nel frattempo, però, Susan fa una soffiata anonima al detective Ridley a proposito del legame che Orson aveva con Monique, così gli agenti prelevano Orson proprio durante la cena, e Bree, capendo che è stata Susan a raggirarla, chiude in via definitiva la loro amicizia. Intanto, Lynette e Tom cercano di far sentire Kayla come parte integrante della loro famiglia, ma la ragazzina sembra aver preso in antipatia Lynette, che ritiene essere responsabile della morte di sua madre Nora. Gabrielle e Bill continuano a sentirsi, ma la donna pensa che Carlos stia sabotando la loro relazione quando le viene recapitato un mazzo di fiori. L’ossessione di Gabrielle verso Carlos rompe il suo rapporto con Bill e, una volta accertatasi che non sia stato Carlos a mandarle i fiori, Gabrielle intuisce di avere un ammiratore segreto. Frattanto, Julie perde la sua verginità con Austin, inconsapevole del fatto che il ragazzo la stia tradendo con Danielle, mentre Alma si trasferisce nella casa un tempo appartenuta agli Applewhite.

## Non finché ci sono io
- Titolo originale: Not While I'm Around
- Diretto da: David Grossman
- Scritto da: Kevin Murphy e Kevin Etten

### Trama
Julie nasconde a Susan dei suoi rapporti sessuali con Austin, ma i due, per renderli più sicuri, si rivolgono a Edie che, malvolentieri, si spaccia per Susan così da far prescrivere a Julie le pillole anticoncezionali. Susan e Edie, poi, mentre discutono sull’accaduto, acchiappano sul momento Austin e Danielle a letto insieme, così Susan è costretta a malincuore a dire a sua figlia che il suo primo amore la sta tradendo con la sua migliore amica. Intanto, Tom è sulla via di aprire la sua fantomatica pizzeria, ma Lynette, incuriosita, dà una sbirciatina all’interno della struttura e capisce da Andrew, membro dello staff, che Tom ancora non possiede la licenza degli alcolici, senza la quale il locale potrebbe andare facilmente in rovina, perciò Lynette, grazie alla sua arte di persuasione, riesce a racimolare quante più firme possibili dai residenti della zona per la licenza. Nel frattempo, le avances dell’ammiratore segreto di Gabrielle si fanno sempre più paurose, e la donna richiede l’intervento di Carlos, fino a una notte in cui i due divorziati acciuffano un suo mandante, attraverso il quale Gabrielle accetta d'incontrare lo spasimante misterioso. All’appuntamento, Gabrielle scopre a bocca aperta l’identità dell’uomo: Zach Young, ormai ricco sfondato in seguito alla morte del nonno Noah, ma Gabrielle chiude subito la faccenda ancor prima che possa iniziare. Bree e Orson sono assai inquieti dal recente trasferimento a Wisteria Lane di Alma, che confida a Orson di averlo fatto per poterlo abbordare di nuovo. Quando Bree va a trovare Alma, rinviene casualmente nelle assi del suo pavimento una fotografia di Orson con Monique, e in più un sacchettino contenente dei denti umani. In carcere, Mike incorre in Paul, non riuscendo tuttavia a riconoscerlo.

## Vieni a giocare con me
- Titolo originale: Come Play Wiz Me
- Diretto da: Larry Shaw
- Scritto da: Valerie Ahern e Christian McLaughlin

### Trama
L’avvocato commissionato da Ian per l’assoluzione di Mike non soddisfa le direttive di Susan, alche Ian si arrabbia e parte per un viaggio d’affari. Susan, con le mani nei capelli, scongiura Gabrielle di uscire con Zach e domandargli di pagare la cauzione per Mike. L’incontro con Zach serve a Gabrielle per comprendere come il ragazzo si senta solo, così si offre di essergli amica. Mike viene dunque scarcerato, mentre Paul, malgrado le sue preghiere, viene condannato da Zach a passare il resto della sua vita in prigione. Nel frattempo, proprio nel giorno del suo ritorno al lavoro, Lynette dà a vedere di essere ancora malata agli occhi del capo Ed per poter aiutare Tom in un banchetto di presentazione della loro pizzeria durante una fiera paesana. Purtroppo, Kayla gioca sporco e spiffera a Ed la verità, ma Lynette, seppure con una seconda possibilità di riscatto, decide di licenziarsi e diventare manager del ristorante di Tom. Intanto, Gloria e Alma orchestrano un piano diabolico ai danni di Bree e Orson: con il pretesto che Alma abbia tentato il suicidio, lei e Gloria rapiscono Orson, per poi drogarlo al punto tale da farlo rimanere incosciente mentre Alma lo violenta, sperando che, qualora uscisse incinta, l’uomo la rivoglia indietro. Una volta scoperto il misfatto, Bree rifila un gancio destro in pieno volto ad Alma e salva Orson. Parallelamente, le condizioni di Jane peggiorano giorno dopo giorno, sino alla sua morte.

## Me lo ricordo
- Titolo originale: I Remember That
- Diretto da: David Warren
- Scritto da: John Pardee e Joey Murphy

### Trama
Susan presenzia alla veglia funebre di Jane, durante la quale la sua storia con Ian viene scoperchiata, e Ian, per niente toccato da ciò che potrebbe pensare la gente, la chiede in moglie, ma entrambi scelgono di rimandare la proposta in un luogo più adatto. Su invocazione di Edie, Tom assume Austin come cameriere al suo locale per farlo svagare dopo la rottura con Julie, ma Lynette licenzia il ragazzo per averlo sorpreso a fumare erba. Tom, però, fa prevalere il suo ruolo di capo e riassume Austin, che potrebbe rivelarsi un ottimo espediente per la fama del ristorante. Intanto, il nuovo interesse amoroso di Gabrielle è uno dei legali di Zach, il quale, tuttavia, amando la ex signora Solis e volendola tutta per sé, manda all’aria il loro appuntamento e consola una Gabrielle rattristita. Nel frattempo, Bree mette Orson alle strette in seguito al ritrovamento dei denti di Monique in casa di Alma, così l’uomo racconta alla moglie ogni minimo dettaglio inerente alla morte dell’amante. Alma, capendo che Orson non l’amerà mai neanche se avesse un bambino dal loro rapporto, decide di lasciarlo in pace, ma Gloria non glielo permette e la rinchiude nella soffitta. Bree, frattanto, finisce all’ospedale per colpa di una caduta da una scala mentre cercava di agguantare un sacchettino identico a quello racchiudente i denti di Monique, e Andrew incolpa Orson dell’episodio. Parallelamente, Mike si sottopone a delle sedute di ipnositerapia che finalmente lo aiutano a ricordare il suo incontro con Monique: andò da lei per riparare una tubatura, ma in casa sua c’era anche Orson. Mike piomba quindi da Orson, con cui ingaggia uno scontro fisico che vede infine Orson precipitare dal parapetto dell’ospedale.

## Le piccole cose che si fanno insieme
- Titolo originale: The Little Things You Do Together
- Diretto da: David Grossman
- Scritto da: Marc Cherry e Joe Keenan

### Trama
Fervono i preparativi per l’incombente inaugurazione della pizzeria Scavo, ma un errore di Lynette potrebbe mettere a rischio l’evento, anche se, fortunatamente, lei e Tom riusciranno ad appianare il dilemma e a godersi la serata nel migliore dei modi. Nel mentre dell’apertura del ristorante, Ian fa la sua proposta matrimoniale a Susan, intanto che Carlos dà una mano a Gabrielle a capire di non aver fatto sesso con Zach in un momento di non lucidità, come invece il ragazzo sosteneva, così Gabrielle allontana Zach una volta per tutte. Nel frattempo, Orson sopravvive miracolosamente alla caduta dal tetto dell’ospedale, e un flashback svela finalmente l’andazzo della sera in cui morì Monique: fu Gloria ad assassinare Monique, poiché fanatica religiosa che non poteva accettare che il figlio avesse un amante e andasse contro il suo voto di matrimonio con Alma; Orson fiancheggiò la madre nell’insabbiare l’omicidio di Monique, non prima però di essersi tolto di torno Mike, giunto lì per un guasto idrico in casa della donna; Gloria strappò poi i denti dalla bocca di Monique per non farla identificare se il corpo fosse mai uscito allo scoperto. Adesso, Gloria è risoluta a uccidere anche Bree per essersi intromessa tra Orson e Alma, pertanto si assicura che tutti a Wisteria Lane siano alla pizzeria Scavo per attuare il suo folle piano, ma Orson arriva in soccorso di Bree e, dalla scena che gli si palesa davanti, capisce che il suicidio di suo padre, di cui si è sempre sentito colpevole, fu in realtà inscenato dalla stessa Gloria sempre perché il marito la tradì. Nella colluttazione, Gloria è vittima di un colpo cerebrale che la paralizza completamente, e Orson apparecchia una congettura per far credere alla polizia che alla donna sia preso un ictus per aver scoperto della morte di Alma, caduta giù dal tetto di casa sua nel tentativo di sfuggire alla prigionia di Gloria. Ciò determina la fine dei problemi tra Bree e Orson.

## Sorprese
- Titolo originale: My Husband, the Pig
- Diretto da: Larry Shaw
- Scritto da: Brian A. Alexander

### Trama
Ora che la minaccia di Gloria è stata sventata, Bree e Orson possono vivere in tranquillità, così un giorno Bree parte per andare a trovare suo padre e la sua matrigna, ma intanto Orson deve far fronte a un nuovo problema: Danielle ha infatti scoperto di essere incinta di Austin. Pur di occultare il fatto, Orson, con la complicità di Bree, decide di portare Danielle nella loro luna di miele, mentre obbliga Austin ad abbandonare Wisteria Lane. Austin si vede quindi costretto a dire addio a Julie, che gli aveva appena concesso una seconda occasione. Nel frattempo, Tom annulla i piani che aveva in serbo per il suo nono anniversario di matrimonio con Lynette, così come chiesto dalla moglie che vuole riposarsi, ma qualcosa del suo programma resta confermato e Lynette rimane per due ore sul ciglio di una strada. Tom recupera Lynette e insieme trascorrono il loro anniversario in un bar, per quanto felici e spensierati siano. Frattanto, Edie ospita il suo figlioletto Travers, avuto da un suo precedente matrimonio, ma una sera esce a far baldorie, perciò è Carlos a doversene occupare. Mike scopre che Ian ha accelerato con la sua proposta a Susan in quanto l’uomo aveva il timore che Mike lo battesse sul tempo, visto che anche lui aveva in mente di sposarla. Mike e Ian si giocano Susan con una partita a poker, vinta poi da Ian. Gabrielle cattura l’attenzione di Victor Lang, candidato a sindaco di Fairview e deciso a conquistare il suo cuore.
- Note: a differenza di tutti gli altri episodi narrati da Mary Alice, questo è invece raccontato secondo il punto di vista del defunto Rex Van de Kamp, ed è incentrato sugli uomini di Wisteria Lane; a partire da questa puntata, Marcia Cross, interprete di Bree Van de Kamp, lascia momentaneamente la serie a causa della sua maternità. La sua assenza proseguirà fino al ventiduesimo episodio, per poi tornare nel cast principale dal ventitreesimo in poi.

## Dietro il vestito
- Titolo originale: Dress Big
- Diretto da: Matthew Diamond
- Scritto da: Kevin Etten e Susan Nirah Jaffee

### Trama
Susan incontra i benestanti genitori di Ian, Liz e Graham, e ancora una volta commette una serie di errori imbarazzanti che inducono i due coniugi a volerle far firmare un accordo prematrimoniale in caso di divorzio. Tuttavia, Susan usufruisce del segreto di Graham sulla sua passione per l’abbigliamento femminile per sottrarsi all’accordo. Nel frattempo, Lynette polemizza le uniformi da lavoro del ristorante, suscitando un nuovo contrasto con Tom. In serata, Lynette torna al locale per discutere con Tom, ma trova il marito privo di coscienza per motivi di salute alla schiena che lo costringono a dover rimanere a riposo per un lungo periodo di tempo, quindi Lynette si prende carico della pizzeria Scavo da sola. Intanto, Victor ci prova costantemente con una Gabrielle che non sembra essere interessata, anche perché è piuttosto scossa dalla recente rovina dei suoi abiti migliori per via di un guasto in casa sua. Gabrielle è però ammaliata dagli strepitosi vestiti firmati della ex moglie di Victor, perciò ne ruba di nascosto un paio, uno dei quali andrà poi a indossare durante un ricevimento con la stessa donna che, scoperto del furto, si riprende l’abito e molla un pugno a Victor. Quest’ultimo spiega a Gabrielle di aver sbagliato con la sua ex per non esserle rimasto accanto, ed è in quest’occasione che Gabrielle intravede del buono nell’arrogante uomo che ha di fronte. Frattanto, Carlos e Travers ampliano il loro rapporto, mentre Edie comincia a covare dei sentimenti verso Carlos, tant’è che si spoglia e mette a nudo dinanzi a lui per mostrargli le cicatrici che l’hanno resa la Edie che tutti conoscono; i due passano dunque la notte insieme.

## Liaisons
- Titolo originale: Liaisons
- Diretto da: David Grossman
- Scritto da: Jenna Bans e Alexandra Cunningham

### Trama
Ian propone a Susan di trasferirsi in pianta stabile in Inghilterra soltanto per averla lontana da Mike. Proprio mentre ne parlano in macchina, Susan e Ian sbandano tanto violentemente da immergere l’auto in mezzo a un lago; per buona sorte, Susan e Ian vengono provvidenzialmente salvati da Mike, e ciò non fa che incrementare la gelosia di Ian nei suoi confronti, così Susan, stufa della situazione, regala a Mike un pensierino, ma l’uomo la bacia senza preavviso, riaccendendo in lei emozioni ormai sepolte. Intanto, Lynette non riesce a gestire contemporaneamente la sua vita privata a casa con la sua impresa lavorativa alla pizzeria, perciò assume la signora McCluskey per badare ai figli, ma principalmente a Tom, bloccato con la schiena. Lynette ingaggia poi Rick Coletti, un pluripremiato chef bisognoso di lavoro, all’insaputa di Tom, poiché quest’ultimo non vuole avere nulla a fare con un ex tossicodipendente come Rick. Gabrielle e Victor continuano la loro storia, ma quando Victor la trascura per la sua campagna elettorale, Gabrielle si vendica presentandosi a un suo dibattito in compagnia di un altro uomo, ma entrambi si dichiareranno innamorati l’uno dell’altra. Edie e Carlos intrecciano una relazione segreta che però, in un primo momento, pare non appagarli a livello sessuale. Nel frattempo, si scopre che, preservato nel congelatore di Karen, c’è il cadavere di suo marito deceduto, Gilbert.

## Ritrovarsi al buio
- Titolo originale: God, That's Good
- Diretto da: Larry Shaw
- Scritto da: Dahvi Waller e Josh Senter

### Trama
Wisteria Lane viene colpita da un momentaneo black-out. Karen, preoccupata per il corpo di suo marito conservato nel freezer, ha un piccolo incidente in casa che la porta all’ospedale. Nel frattempo, Ian vuol dimostrare a Susan di non essere più invidioso di Mike invitandolo a cena, così Susan coglie l’occorrenza per combinare un appuntamento a 4 con una sua amica. Tuttavia, la serata finisce in malo modo quando Mike ammette di amare ancora Susan, la quale, dopo aver scoperto di essere stata oggetto di una scommessa tra Mike e Ian, s’infuria con entrambi e annulla il suo matrimonio. Tom è angosciato da un articolo di giornale che elogia la cucina raffinata di Rick, che sfigura il suo concetto di partenza di una pizzeria per famiglie, intanto che Lynette si accorge dell’interesse che Rick ha nei suoi riguardi. Victor chiede la mano di Gabrielle, che però non se la sente dopo il recente divorzio da Carlos. Successivamente, delle foto compromettenti di Victor e Gabrielle in un ascensore vengono divulgate e intaccano la campagna elettorale di lui, ma Gabrielle, per salvare la reputazione da candidato a sindaco di Victor, annuncia pubblicamente alla stampa che presto diverranno marito e moglie, accogliendo dunque la sua proposta di matrimonio. Edie e Carlos consumano i loro rapporti sessuali in varie abitazioni in vendita per non farsi scoprire, ma alla fine ufficializzano la loro relazione. Frattanto, il piccolo Parker trova il cadavere del marito di Karen nella sua cella frigorifera, ma l’anziana signora riesce a convincerlo a tenere la bocca chiusa; purtroppo per lei, anche la sua amica Ida Greenberg s’imbatte nella salma e allerta la polizia, che arresta subito Karen.

## Gossip
- Titolo originale: Gossip
- Diretto da: Wendey Stanzler
- Scritto da: John Pardee e Joey Murphy

### Trama
Susan è abbastanza irascibile dopo essere stata tradita da Mike e Ian, così si reca, per ordine del tribunale, da un’analista che l’aiuta a capire di dover assolutamente fare una scelta tra i due uomini; inizialmente, Susan opta di sposarsi con Ian, ma quest’ultimo realizza all’ultimo minuto che la donna è maggiormente legata a Mike e decide quindi di rompere il fidanzamento per il bene di entrambi, dopodiché ritorna definitivamente a Londra. Lynette s’intrattiene più del dovuto al ristorante per assaggiare i nuovi piatti preparati da Rick, col quale instaura un buon rapporto, ma Kayla mette una pulce nell’orecchio di Tom sui suoi sospetti intorno a Lynette e Rick. Intanto, Gabrielle viene a sapere da Edie della sua relazione con Carlos, il che origina delle divergenze tra le due, perciò Gabrielle impone a Susan e Lynette d’interrompere la loro amicizia con Edie, ma le donne decidono comunque di partecipare alla festa di compleanno di Travers per i rispettivi interessi, mentre Carlos riesce a far ragionare Gabrielle. Karen viene rilasciata di prigione, ma il vicinato inizia a emarginarla per la storia del cadavere di suo marito, così la donna, spronata da Parker, confessa di averlo fatto per riscuotere gli assegni di pensionamento di Gilbert, che morì senza prima nominare lei intestatrice. Il mattino seguente, Susan scopre che Mike ha abbandonato Wisteria Lane.

## Nella foresta
- Titolo originale: Into the Woods
- Diretto da: David Grossman
- Scritto da: Alexandra Cunningham

### Trama
Susan si fa dire da Carlos dove sia andato Mike, ossia in un’escursione tra le montagne. Susan si mette quindi alla ricerca dell’amato, venendo dapprima seguita da una guida forestale, ma poi decide di proseguire per conto proprio, perdendosi tuttavia nella foresta. Fortunatamente, Mike riesce a rintracciarla e si scambiano un caloroso bacio. Intanto, due rapinatori irrompono a tarda notte nella pizzeria Scavo e chiudono Lynette e Rick nella cella frigorifera. Tom salva entrambi il giorno successivo, ma da quest’esperienza Lynette comprende di provare qualcosa per Rick, il quale viene affrontato da Tom, che gli intima di dimettersi, anche se sarà Lynette a licenziarlo per proteggere il suo matrimonio. Nel frattempo, l’idillio fra Carlos, Edie e Travers è destinato a interrompersi quando il padre del ragazzino, Charles, torna a riprendersi il figlio, malgrado Edie tenti addirittura di azzardare un affidamento condiviso così da non demolire la loro armonia. Victor vince le elezioni e viene proclamato sindaco di Fairview, perciò Gabrielle approfitta della posizione del suo futuro marito per rivoltarsi contro un vigile urbano che l’aveva importunata, finendo però in prigione. Victor scagiona Gabrielle e la rimprovera per il suo gesto sconsiderato, ma lo stesso rivelerà di essere un uomo meschino ingaggiando dei malviventi per pestare il vigile che ha arrestato Gabrielle.

## Domande
- Titolo originale: What Would We Do Without You?
- Diretto da: Larry Shaw
- Scritto da: Bob Daily

### Trama
Esattamente un anno dopo il giorno in cui fu investito, Mike si prepara a chiedere a Susan di sposarlo, ma la donna lo precede. Purtroppo, però, l’amicizia tra Susan e Gabrielle entra in crisi quando entrambe fissano la data dei loro rispettivi matrimoni nella medesima giornata; oltretutto, dopo che Susan disdice il suo, Gabrielle s’impossessa letteralmente di ogni particolare predisposto da Susan per il suo di matrimonio. Le due arrivano alla conclusione di celebrare un doppio matrimonio, benché poi capiscano sia una brutta idea, così Susan decide di rinviare le sue nozze e permettere a Gabrielle di sposarsi tranquillamente. Dal momento che Mike sta per trasferirsi da Susan, Carlos prende in affitto casa sua concludendo un affare con la signora Sims, la proprietaria, ma Edie escogita un piano per far in modo che Carlos venga a vivere da lei; inoltre, Edie si offre di provare a restare incinta di Carlos per rafforzare il loro rapporto, quando invece continua a ingerire la pillola anticoncezionale. Nel frattempo, Lynette e Tom attraversano un periodo molto difficile dovuto al fatto che Lynette si è innamorata di Rick. Durante un aspro litigio con Tom, Lynette va all’ospedale per una contusione, ma la TAC eseguita intercetta un problema di salute anomalo che potrebbe identificarsi in una forma di cancro.

## Oggi sposi
- Titolo originale: Getting Married Today
- Diretto da: David Grossman
- Scritto da: Joe Keenan e Kevin Murphy

### Trama
Bree e Orson tornano a Wisteria Lane dalla loro luna di miele in occasione del matrimonio di Gabrielle e Victor. Bree porta con sé anche una sorpresa per le sue amiche: è incinta. In realtà, Bree e Orson stanno solo cercando di evitare lo scandalo relativo alla gravidanza di Danielle, ora rinchiusa in un convento fino alla nascita del bambino, che poi i due coniugi faranno passare per figlio loro. Intanto, Stella, madre di Lynette, fa una visita inaspettata alla figlia dopo aver saputo indirettamente del suo stato di salute, ma la sua presenza ridesta un vecchio rapporto conflittuale tra lei e Lynette. Nel frattempo, nel bel mezzo del suo matrimonio, Gabrielle origlia una conversazione tra Victor e suo padre che trasforma la sua felicità in sconforto, dato che l’uomo svela di aver deciso di sposarla per ottenere voti in più per la sua prossima campagna elettorale a governatore, mentre Carlos scopre dell’imbroglio delle pillole anticoncezionali di Edie e la pianta in asso; Gabrielle e Carlos, entrambi afflitti, si rincontrano in una stanza e si abbandonano alla loro passione. Intanto, Susan organizza una piccola cerimonia nel bosco per celebrare il suo tanto agognato matrimonio con Mike, assieme soltanto al prete e a Julie. In tutto ciò, Edie, distrutta dalla rottura con Carlos, prende l’estrema decisione di impiccarsi in casa sua.